# Bremke (Halle)
Bremke ist ein Ortsteil der Gemeinde Halle im niedersächsischen Landkreis Holzminden. Der Ort hat ca. 249 Einwohner.

## Lage
Der Ort befindet sich in der Ithbörde im Weserbergland an der L 588 rund 5 km nördlich von Halle. Zwischen Bremke und Dohnsen, nahe dem Ith, liegt das Quellgebiet des Spüligbachs, eines rechten Zuflusses der Lenne.

## Geschichte
Der Ortsname hat von seiner ersten Erwähnung 836 an mit Bredenbeke und Bredanbeke (Breitenbach) bis um 1600 mit Bremke nur eine kleine Wandlung durchgemacht.
Am 1. Januar 1973 wurde Bremke in die Gemeinde Halle eingegliedert.

## Verkehr
Durch den Ort führt die L 588. Am Südrand von Bremke liegt das Segelfluggelände Hellenhagen.

## Sehenswürdigkeiten
Die evangelische Kirche St. Johannis ist ein schlichter verputzter Bruchsteinbau mit Eckquaderung. Er ist auf das Jahr 1779 datiert und trägt einen Dachreiter. Die unterlebensgroße Holzfigur „Maria mit Kind auf der Mondsichel“ stammt wohl aus dem Anfang des 16. Jahrhunderts.

## Vereine
- TTV Bremke e.V.
- Freiwillige Feuerwehr Bremke
- Schützenverein Bremke
- Laienspielgruppe Bremke e.V.